# Plattenkogel
Der Plattenkogel, auch Gerlosplatte genannt, ist ein vielbegangener, 2039 m ü. A. hoher Aussichtsberg in den Zillertaler Alpen im österreichischen Bundesland Salzburg, der touristisch stark erschlossen ist. Sein Gipfel wurde bereits im Jahr 1933 zum Naturdenkmal erklärt.

## Lage und Erschließung
Der Berg liegt östlich des Speichers Durlaßboden, südlich des Gerlospasses und westlich des Salzachtals. Nächstgelegene Orte sind Königsleiten und Krimml. Ein Wanderwegnetz und zahlreiche Skilifte erschließen den Plattenkogel, der Teil der Zillertal Arena ist.

## Naturdenkmal
Das Naturdenkmal Gipfel des Plattenkogels ist eins der ältesten Schutzobjekte im Land Salzburg. Geschützt ist eine kreisförmige Fläche mit einem Radius von 150 m. Aus diesem Grunde führen die Liftanlagen nicht bis in den unmittelbaren Gipfelbereich.
Folgende Biotope sind am Plattenkogel oder seiner unmittelbaren Nähe geschützt: Alpenrosenbestand, Rostseggenrasen, Zwergstrauchheide.

## Galerie

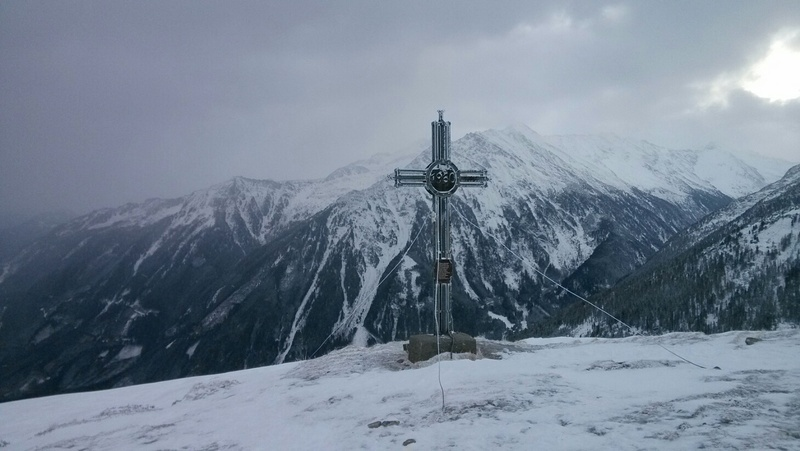
Gipfelkreuz im Winter
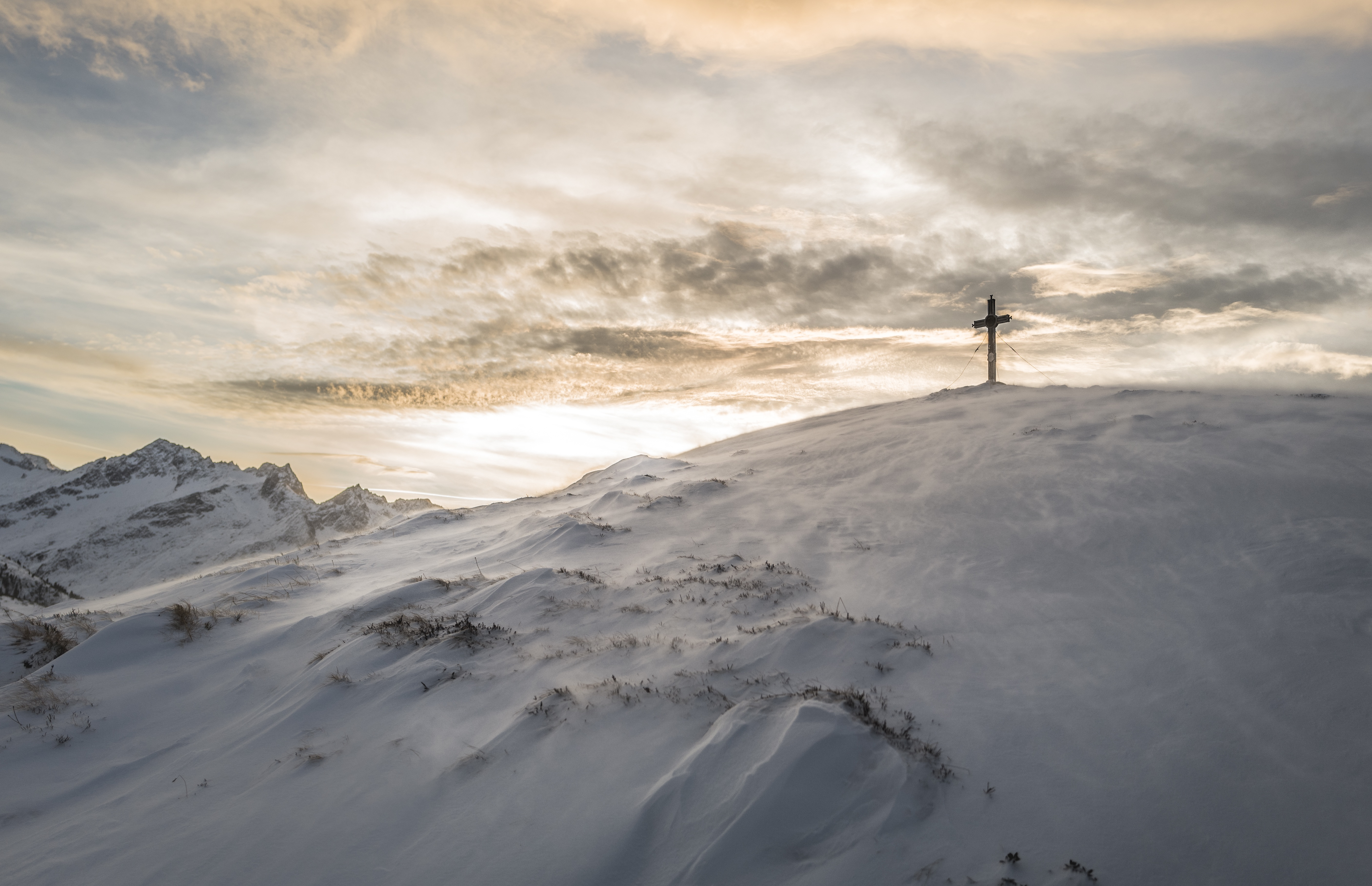
Gipfelbereich im Winter
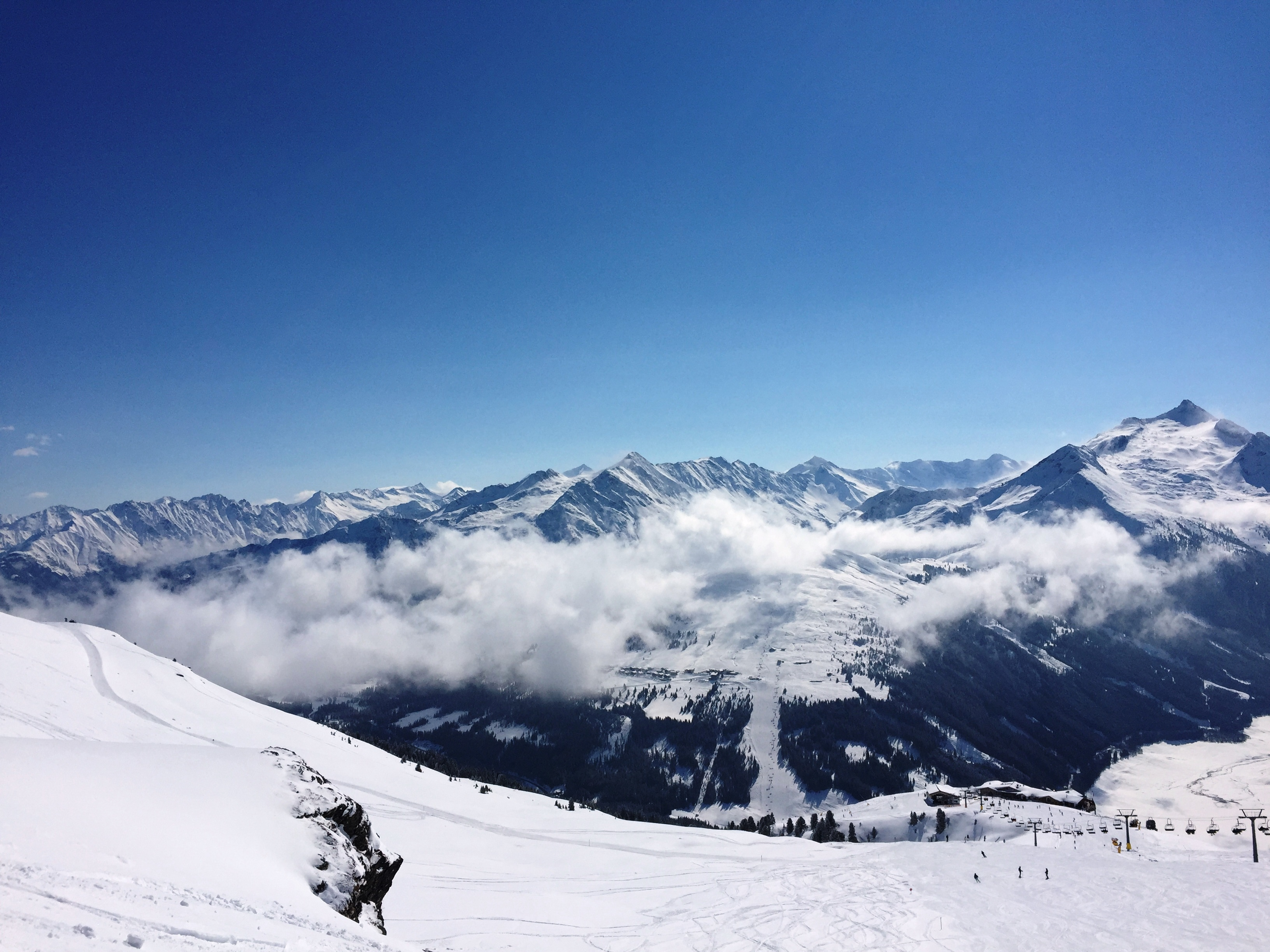
Ansicht von der Königsleitenspitze
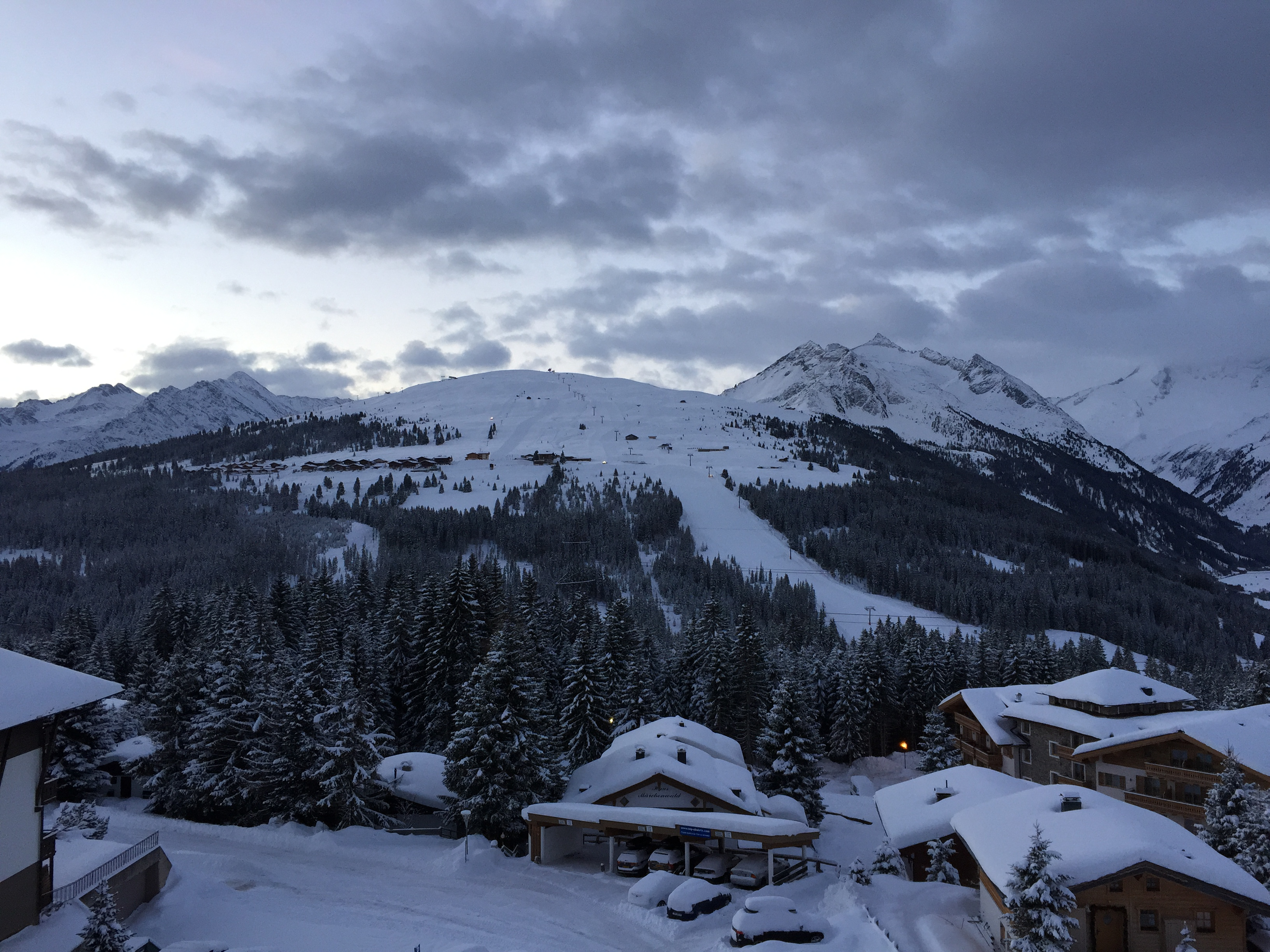
Ansicht von Königsleiten
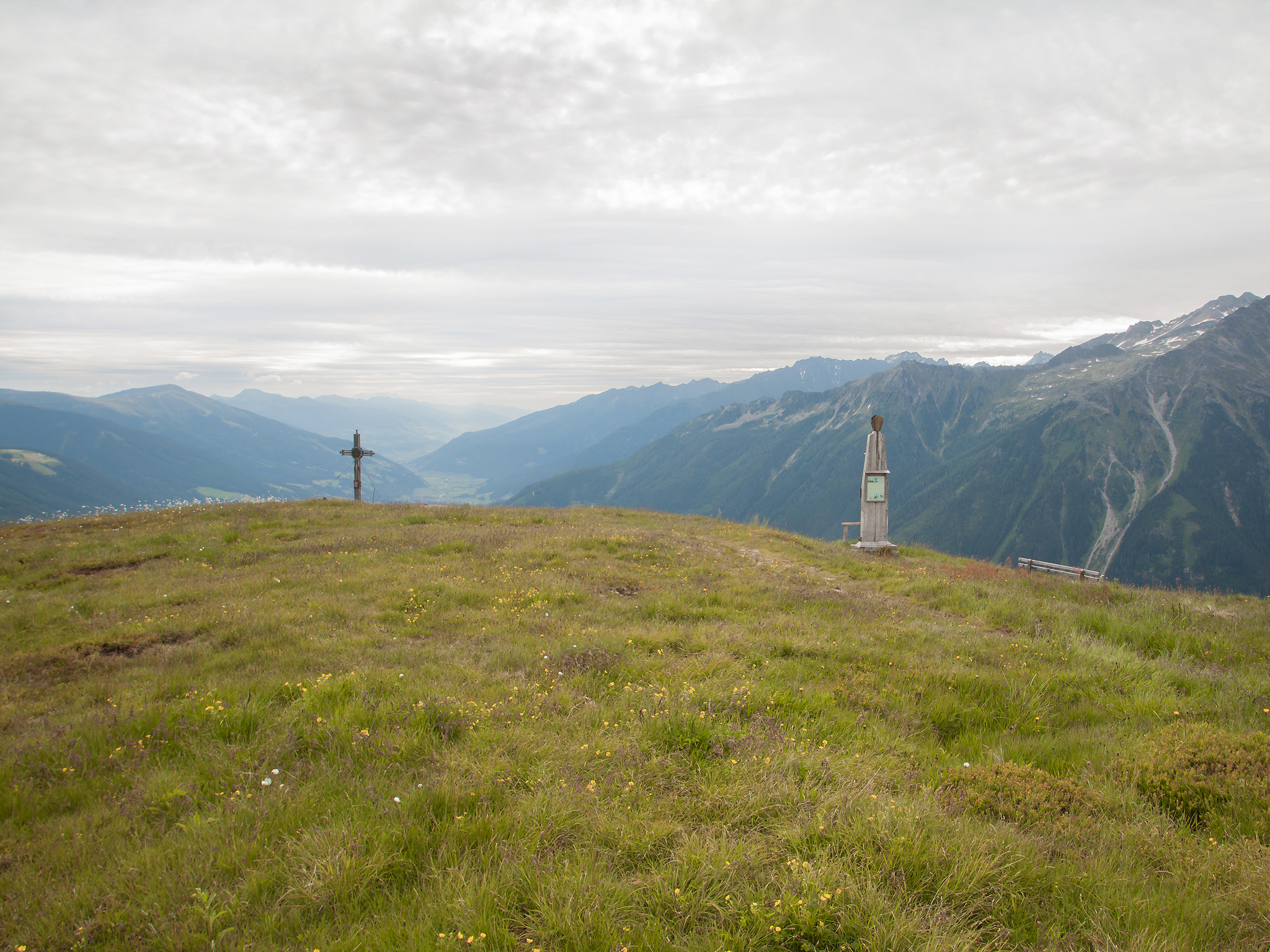
Gipfelbereich im Sommer
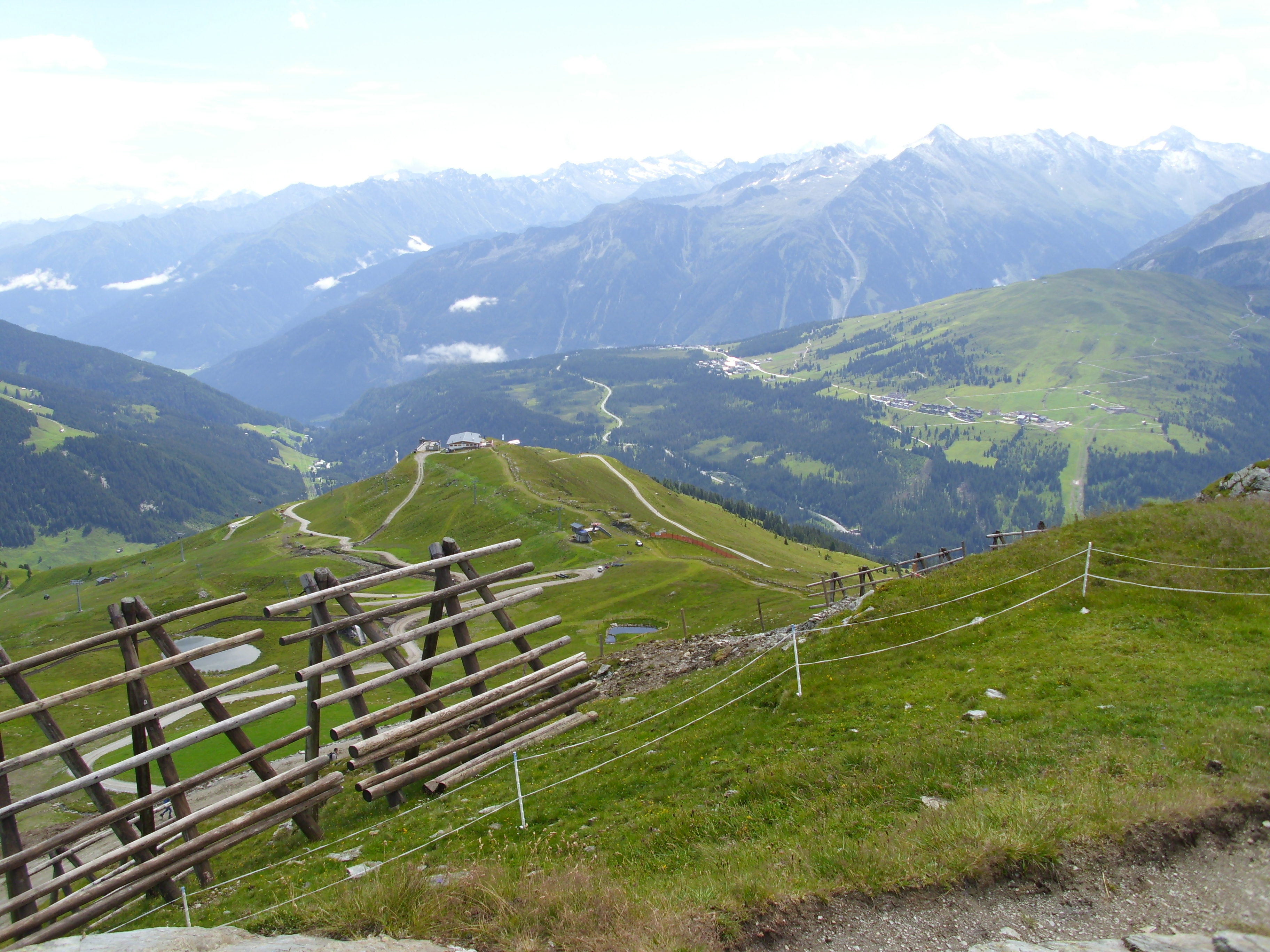
Ansicht von der Königsleitenspitze
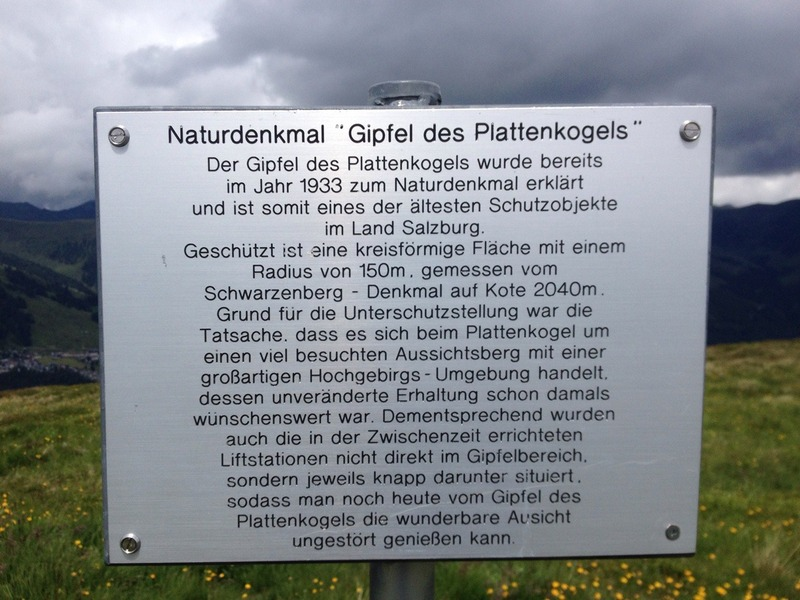
Hinweistafel Naturdenkmal